# Pulo Piku
Pulo Piku is een bestuurslaag in het regentschap Aceh Tenggara van de provincie Atjeh, Indonesië. Pulo Piku telt 541 inwoners (volkstelling 2010).